# Atari 2600
De Atari 2600, oorspronkelijk Atari VCS (Video Computer System) genoemd, geldt als een prototype van moderne videospelletjessystemen. Atari verkocht meer dan dertig miljoen consoles. Samen met andere bedrijven werden honderden miljoenen spellen verkocht.

## Geschiedenis
In oktober 1977 bracht Atari het systeem Atari VCS (Video Computer System) op de Amerikaanse markt met negen spellen. Dit systeem werd later omgedoopt tot Atari 2600.
Atari verkocht goed in 1979 en er werden meer spellen uitgebracht. Nolan Bushnell, de uitvinder van Pong en de stichter van Atari, verliet het bedrijf. In 1979 zette Atari de tendens voort en bracht opnieuw 12 succesvolle spellen op de markt. Maar in de jaren 1979 en 1980 kreeg Atari concurrentie van Mattel Intellivision en Magnavox Odyssey2 (Philips Videopac G7000) te verduren.
Atari trachtte door een mega-klap in 1980 de concurrentie te verpletteren door het uitbrengen van een huisversie van Space Invaders. Het spel was zo populair dat mensen de Atari 2600 kochten zodat ze het thuis konden spelen.
Het jaar 1980 was ook belangrijk om een andere reden: de oprichting van een belangrijke softwareproducent voor de Atari 2600, Activision. Het bedrijf werd gesticht door vier werknemers van Atari die niet tevreden waren met de arbeidsvoorwaarden. De spellen die ze op de markt brachten, toonden aan dat de kwaliteit van spellen beter kon dan de spellen die Atari zelf ontwikkelde. Atari probeerde tevergeefs Activision te verhinderen spellen te verkopen. Activision behaalde dat jaar een brutowinst van $ 70 miljoen.
Alhoewel de Intellivision in sommige opzichten technologisch superieur was, bleef de 2600 in 1981 marktleider. Als reactie bracht Atari een zeer succesvolle huisversie van Asteroïds uit. Geïnspireerd door het succes van Activision, werd Imagic, een andere softwareontwikkelingsgroep, gevormd. Zij zouden geen spellen op de markt brengen vóór 1982. Nog een ander bedrijf, Games by Apollo, werd in Texas opgericht en bracht dat jaar verscheidene titels uit.
Coleco ging in 1982 de markt op met een grafisch superieur systeem, de ColecoVision. Om dit nieuwe systeem te bestrijden, produceerde Atari de Atari 5200, een technologisch vergelijkbaar systeem. Het jaar was financieel succesvol voor Atari, maar er scheen een overvloed van software te zijn.
In 1983 stortte de videospelletjesmarkt in. Dit werd onder meer veroorzaakt door de grote concurrentie tussen de spelfabrikanten, het uitbrengen van verliesgevende spelletjes zoals E.T, en het grote aanbod. In 1984 was de prijs van de Atari 2600 verder gedaald. In 1985 verkocht Atari nog miljoenen consoles vanwege de ruime spelcatalogus en de lage prijs.
In 1986 wees alles erop dat de markt dood was, waardoor geen enkel bedrijf nog verdere plannen had om de huisvideospelsystemen nieuw leven in te blazen. Maar dat was buiten Nintendo gerekend. Tot ieders verbazing brachten zij in 1985 Nintendo Entertainment System (NES) op de Amerikaanse markt, waarmee ze bewezen dat er nog een toekomst bestond voor de videospelletjes. Atari besloot een herontwerp van de 2600 uit te brengen: de Atari 2600 Jr., een machine met dezelfde capaciteiten, maar een nieuw uiterlijk en bijhorende marketingcampagne. Deze vernieuwde versie kostte minder dan 50 Amerikaanse dollar en vanaf 1987 gingen zowel de bestaande, als enkele nieuwe spelletjes opnieuw vlot verkopen.
Pas rond 1989, een decennium na zijn lancering, werd duidelijk dat er definitief een eind aan de 2600 was gekomen. Hoewel het systeem nog werd geproduceerd en buiten de Verenigde Staten op de markt werd gebracht, beëindigde Atari 2600 zijn actieve verkoop in Amerika. De Atari 2600 werd nog tot 1991 verkocht en is daarmee de langst verkopende spelcomputer aller tijden.
Ook al is de Atari 2600 een oude console, bracht Atari in het jaar 2004 de Atari Flashback console uit. Het is een kleine Atari 7800 console waar een aantal Atari 2600 en Atari 7800 games in zitten. In hetzelfde jaar bracht Atari de Atari Flashback 2 uit. Dit was een verkleinde uitgave van de Atari 2600. Later kwamen nog meer varianten uit met andere computerspellen.

### In Nederland
De introductie in Nederland vond plaats begin 1980, ruim drie jaar na de start van de verkoop in de Verenigde Staten. De console kwam hier op de markt voor een prijs van 499 gulden. Ten behoeve van de introductie van de console in de Benelux bouwde het moederbedrijf in de loop van 1980 in Nederland een onderneming op die verantwoordelijk was voor de verkoop, distributie en marketing.
In juni 1982 is in een interview met Pete Woodward, op dat moment directeur van Atari International Benelux, door de Telegraaf te lezen dat Atari tot dan rond de 30000 spelcomputers heeft verkocht in Nederland. Daarmee heeft de console op dat moment een marktpenetratie van minder dan 1%.